# Jesús María (distrito)
O distrito de Jesús María é um dos 43 distritos que formam a Província de Lima, pertencente a Região Lima, na zona central do Peru.

## Transporte
O distrito de Jesús María não é servido pelo sistema de estradas terrestres do Peru, visto ser uma comuna urbana da Área Metropolitana de Lima